# Іст-Камерон Тауншип (округ Нортамберленд, Пенсільванія)
Іст-Камерон Тауншип (англ. East Cameron Township) — селище (англ. township) в США, в окрузі Нортамберленд штату Пенсільванія. Населення — 626 осіб (2020).

## Демографія
Згідно з переписом 2010 року, у селищі мешкало 748 осіб у 312 домогосподарствах у складі 229 родин. Було 348 помешкань
Расовий склад населення:
| - 97,5 % — білих - 0,7 % — корінних американців - 0,3 % — азіатів - 0,1 % — чорних або афроамериканців |

До двох чи більше рас належало 1,5 %. Частка іспаномовних становила 0,1 % від усіх жителів.
За віковим діапазоном населення розподілялося таким чином: 19,0 % — особи молодші 18 років, 58,9 % — особи у віці 18—64 років, 22,1 % — особи у віці 65 років та старші. Медіана віку мешканця становила 48,2 року. На 100 осіб жіночої статі у селищі припадало 103,8 чоловіків;  на 100 жінок у віці від 18 років та старших — 100,0 чоловіків також старших 18 років.
Середній дохід на одне домашнє господарство  становив 52 576 доларів США (медіана — 48 750), а середній дохід на одну сім'ю — 61 740 доларів (медіана — 54 432). Медіана доходів становила 45 833 долари для чоловіків та 27 344 долари для жінок. За межею бідності перебувало 10,5 % осіб, у тому числі 15,3 % дітей у віці до 18 років та 8,4 % осіб у віці 65 років та старших.
Цивільне працевлаштоване населення становило 321 особа. Основні галузі зайнятості: освіта, охорона здоров'я та соціальна допомога — 25,2 %, виробництво — 18,4 %, будівництво — 7,8 %, роздрібна торгівля — 7,5 %.